# Edmar Fetter
Edmar Fetter (Pelotas, 26 de junho de 1923 - 1990) foi um político brasileiro, e proprietário do jornal pelotense Diário Popular. Membro de uma família de políticos locais, irmão de Adolfo Antônio Fetter e tio de Fetter Júnior. Elegeu-se prefeito de Pelotas na eleição municipal de 1963 e vice-governador do Rio Grande do Sul na eleição estadual indireta de 1970. Durante seu período como prefeito, participou da fundação da Associação dos Municípios da Zona Sul.
Recebeu o título de doutor honoris causa pela Universidade Federal de Pelotas em 1999.

## Desempenho em eleições
| Histórico eleitoral de Adolfo Antônio Fetter Júnior | Histórico eleitoral de Adolfo Antônio Fetter Júnior | Histórico eleitoral de Adolfo Antônio Fetter Júnior | Histórico eleitoral de Adolfo Antônio Fetter Júnior | Histórico eleitoral de Adolfo Antônio Fetter Júnior | Histórico eleitoral de Adolfo Antônio Fetter Júnior | Histórico eleitoral de Adolfo Antônio Fetter Júnior | Histórico eleitoral de Adolfo Antônio Fetter Júnior | Histórico eleitoral de Adolfo Antônio Fetter Júnior |
| Ano                                                 | Eleição                                             | Cargo                                               | Partido                                             | Coligação                                           | Votos                                               | %                                                   | Resultado                                           |                                                     |
| --------------------------------------------------- | --------------------------------------------------- | --------------------------------------------------- | --------------------------------------------------- | --------------------------------------------------- | --------------------------------------------------- | --------------------------------------------------- | --------------------------------------------------- | --------------------------------------------------- |
| 1963                                                | Municipal de Pelotas                                | Prefeito                                            | PSD                                                 | PSD/PL/UDN/PRP                                      | 19.987                                              | 41,2                                                | Eleito                                              |                                                     |
| 1970                                                | Estadual do Rio Grande do Sul                       | Vice-governador                                     | ARENA                                               | —                                                   | 25                                                  | —                                                   | Eleito (eleição indireta)                           |                                                     |